# Trågspinnare
Trågspinnare (Nolidae) är en familj fjärilar som omfattar cirka 1 500 arter.

## Kännetecken
Trågspinnarna har ett vingspann som oftast ligger mellan 16 och 50 millimeter men ibland upp till drygt 70 millimeter. Utseendet varierar mycket inom familjen. Vissa arter liknar nattflyn, andra vecklare. Färgvariationen är också mycket stor, i tropikerna förekommer bjärt färgade fjärilar. De nordiska arterna är dock oftast grå eller bruna. Antennerna är trådformade. Labialpalperna är långa på vissa arter. Många arter har tre små pucklar med uppåtstående fjäll på framvingen. Familjen har fått sitt namn av att puppans kokong är trågformad och påminner om en uppochnedvänd båt med utdragen spets. Fjärilarna och pupporna hos vissa arter kan ge ifrån sig ljud. Larverna är nakna eller har endast gles behåring.

## Levnadssätt
Trågspinnarna lever oftast i lövskogar. Larverna lever av blad. De hittas oftast på undersidan av blad eller mellan hopspunna blad.

## Systematik
Familjen har cirka 1 500 arter i 315 släkten. Den delas in i ett antal underfamiljer, enligt nedan. Det är dock oklart om dessa är monofyletiska.
- Afridinae
- Nolinae
- Chloephorinae
- Westermanniinae
- Eariadinae
- Collomeninae
- Bleninae
- Risobinae
- Eligminae

## Arter i Sverige
I Sverige har 14 arter påträffats.
- Underfamilj Nolinae
  - vit trågspinnare (Meganola albula)
  - gulpucklig trågspinnare (Meganola strigula)
  - gungflytrågspinnare (Nola karelica; rödlistad som nära hotad)
  - gråpucklig trågspinnare (Nola cucullatella)
  - brunpucklig trågspinnare (Nola confusalis)
  - vitpucklig trågspinnare (Nola aerugula)
- Underfamilj Chloephorinae
  - grönvit fotsläpare (Nycteola svecica; nationellt utdöd)
  - ekfotsläpare (Nycteola revayana)
  - sälgfotsläpare (Nycteola degenerana)
  - poppelfotsläpare (Nycteola asiatica)
  - större båtspinnare (Bena bicolorana)
  - mindre båtspinnare (Pseudoips prasinanus)
- Underfamilj Eariadinae
  - silverpoppelspinnare (Earias vernana)
  - grön pilspinnare (Earias clorana)